# Guerrero, Coahuila
Guerrero là một đô thị thuộc bang Coahuila, México. Năm 2005, dân số của đô thị này là 1877 người.